# 波江座EM
波江座EM，又名BD-07 798，HD 27563、SAO 131132、HR 1363，是波江座的一颗恒星，视星等为5.85，位于銀經201.5，銀緯-36.83，其B1900.0坐标为赤經4h 15m 51.8s，赤緯-7° -36.83′ 53″。